# Corrent de l'Illa de Baffin

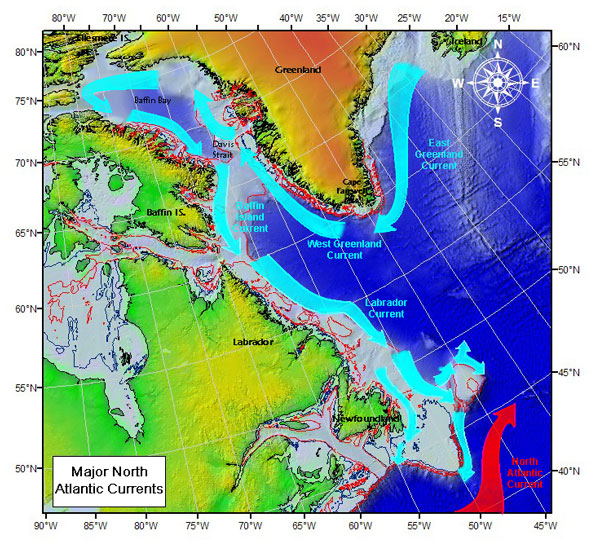
Corrent de l'Illa de Baffin dintre del sistema de corrents de l'Atlàntic Nord i la Badia de Baffin

El Corrent de l'Illa de Baffin (o Corrent Baffin) és un corrent oceànic que corre cap al sud al llarg del marge occidental de la Badia de Baffin en l'Oceà Àrtic, al llarg de l'Illa Baffin. Les seves fonts són el Corrent de Groenlàndia Occidental i les pèrdues de l'Oceà Àrtic. La seva velocitat és aproximadament 17 km per dia.